# Курамото Йосікі
Йосікі Курамото (яп. 蔵本 由紀 Kuramoto  Yoshiki; 1940 ) — японський фізик, спеціаліст в галузі нелінійної динаміки. Він сформулював модель Курамото.
Курамото розробив метод фазового наближення, що допускає універсальний опис слабко зв'язаних осциляторів. 

## Праці
- Chemical Oscillations, Waves, and Turbulence. (Springer, Berlin, 1984)